# Carlos Román Ferrer
Carlos Román Ferrer (Ibiza, 1887 - 1939) fue un arqueólogo y político de Baleares, España. 

## Biografía
Hijo de Joan Roman Calbet, trabajó con su padre en los yacimientos púnicos de Ibiza, y en 1908 ingresó en el Cuerpo de Archiveros y Museos. De 1912 a 1939 fue nombrado director del Museo Arqueológico de Ibiza e ingresó en el Partido Liberal, alineado dentro de la facción de izquierda liberal de Santiago Alba Bonifaz. Fue elegido diputado al Congreso por Ibiza en las elecciones de 1916, 1918, 1919 y 1923. Posteriormente se dedicó a la investigación arqueológica y alentó la excavación en la necrópolis de Sa Barda y Puig des Molins de 1921 a 1929.

## Obras
- Antigüedades ebusitanas (1913)